# هنري ترويا
هنري ترويا (بالفرنسية: Henri Troyat) (1 نوفمبر 1911 في موسكو - 2 مارس 2007 في باريس) كان كاتباً فرنسياً من أصل روسي، له أكثر من مئة عمل بين الرواية والسيرة.

## نشأته وإنتاجه الأدبي
ولد هنري ترويا واسمه الحقيقي ليف تاراسوف في نوفمبر عام 1911م في موسكو لأسرة ثرية كانت تعمل في تجارة الأقمشة، سافر مع أسرته إلى فرنسا هربا من الأضطربات التي حدثت أثناء الثورة البولشفية واستقر بها بداية من عام 1920م حيث درس الحقوق وحصل على الجنسية الفرنسية.
كانت بدايات ترويا مع الأدب وهو في سن العاشرة من عمره عندما قرأ رواية تولستوي «الحرب والسلم»، وفي العام 1935 صدرت رواية ترويا الأولى بعنوان «نهار زائف»، ثم اصدر روايته الثانية «العنكبوت» والتي فاز عنها بجائزة غونكور في العام 1938 وكان عمره حينها 27 عاما.
وبالرغم من أن كتابات ترويا كانت باللغة الفرنسية حصراً إلا ان بلاده الأم كانت مصدر وحي لم ينضب، فغرف منها لكتابة السيرة التي كان يشتهر بها، فكتب سيرة القياصرة كاترين الكبرى عام 1977م ونيكولاي الأول، وسيرة الكتاب الكلاسيكيين الكبار الروس ومنهم ألكسندر بوشكين عام 1946م وفيودور دوستويفسكي عام 1940م وتولستوي عام 1965م وأنطون تشيخوف.كما كتب روايه تاريخيه مكونه من خمسه اجزاء تحكي الصراع الدموي بين الحركات الثوريه والصراع بين الجمهورية والملكية
كما كتب ترويا سيرة بعض كبار كتّاب القرن التاسع عشر الفرنسيين أمثال جوستاف فلوبير وغي دو موباسان وإميل زولا وشارل بودلير وبلزاك.
من أعماله الأدبية «طالما أن الأرض مستمرة» عام 1947م و«موسم الزرع والحصاد» عام 1953م، و«حداد الثلج» عام 1952م الذي اقتبس سينمائياً، وغيرها، وكانت آخر أعماله «المطاردة» في عام 2006م، وقد نشر مذكراته بعنوان “درب طويل” عام 1976م، وقد صنّف ترويا الكاتب المفضل لدى الفرنسيين، بحسب استطلاع للرأي أجراه معهد سوفريس عام 1994م.

## وفاته
توفي هنرى ترويا عن عمر 95 عاما بعد حياة زاخرة بالأنتاج الأدبى، وكان قد أنتخب ترويا في العام 1959م ليكون عضوا في الأكاديمية الفرنسية والذي كان من أقدم أعضائها، كما حصل ترويا على وسام جوقة الشرف.

## روابط خارجية
- هنري ترويا على موقع IMDb (الإنجليزية)
- هنري ترويا على موقع مونزينجر (الألمانية)
- هنري ترويا على موقع أول موفي (الإنجليزية)
- هنري ترويا على موقع قاعدة بيانات الأفلام السويدية (السويدية)
- هنري ترويا على موقع قاعدة بيانات الفيلم (الإنجليزية)